# Витчерч-Стовил
Витчерч-Стовил (енгл. Whitchurch-Stouffville) је градић у Канади у покрајини Онтарио. Према резултатима пописа 2011. у граду је живело 37.628 становника.

## Становништво
Према резултатима пописа становништва из 2011. у граду је живело 37.628 становника, што је за 54,3% више у односу на попис из 2006. када је регистровано 24.390 житеља.
| 2006.  | 2011.  | 2016.  |
| ------ | ------ | ------ |
| 24.390 | 37.628 | 45.837 |